# NGC 4850
NGC 4850 é uma galáxia lenticular (S0) localizada na direcção da constelação de Coma Berenices. Possui uma declinação de +27° 58' 06" e uma ascensão recta de 12 horas, 58 minutos e 21,7 segundos.
A galáxia NGC 4850 foi descoberta em 22 de Abril de 1865 por Heinrich Louis d'Arrest.